# WISE 0410+1502
WISE 0410+1502 (= WISE J041022.71+150248.4) is een bruine dwerg met een spectraalklasse van Y0. De ster bevindt zich 20,38 lichtjaar van de zon.